# Balthasar Glättli
Pour les articles homonymes, voir Glattli.
Balthasar Glättli, né le 12 février 1972 à Zurich (originaire du même lieu), est une personnalité politique suisse, membre des Verts. 
Il est député du canton de Zurich au Conseil national depuis décembre 2011 et président des Verts de juin 2020 à avril 2024.

## Biographie
Balthasar Glättli naît le 12 février 1972 à Zurich. Il est originaire du même lieu. Ses deux parents sont enseignants.
Enfant, il guérit d'une leucémie. Après avoir obtenu sa maturité de type A (latin-grec) à l'école cantonale de l'Oberland zurichois en 1991, il fait des études de philosophie, de linguistique et de littérature allemande à l'Université de Zurich jusqu'en 1996,.
Il travaille ensuite dans le domaine de l'informatique et de la communication.
Il épouse en 2015 la conseillère nationale Min Li Marti. Ils ont une fille, née en 2018. Ils habitent depuis 2019 dans le quartier de Züri West (Zurich-Ouest).

## Parcours politique
Il rejoint les Verts en raison de leur soutien au revenu de base.
Il siège au Conseil communal (législatif) de la ville de Zurich de mars 1998 à novembre 2011. Il y préside le groupe de Verts depuis le début de son mandat jusqu'en juin 2004. Il copréside par ailleurs les Verts du canton de Zurich de juin 2004 à janvier 2008.
Il est élu au Conseil national comme représentant du canton de Zurich lors des élections fédérales de 2011. Il est le président du groupe des Verts aux Chambres fédérales du 27 novembre 2013 au 1er juin 2020,. Il siège au sein de la Commission des institutions politiques (CIP) de 2011 à 2022, de la Commission de la politique de sécurité (CPS) en 2013 et de 2015 à 2019 et de la Commission de l'économie et des redevances (CER) à partir de 2022[à vérifier]. 
Membre de la direction des Verts Suisse depuis décembre 2013, il se porte candidat au poste de président du parti en janvier 2020 pour succéder à Regula Rytz,. Il est élu en juin 2020. Il annonce en novembre 2023, à la suite de la défaite de son parti aux élections fédérales, qu'il ne se présentera pas pour un nouveau mandat en avril 2024,.

### Profil politique
Au Conseil national, il s'intéresse en particulier aux questions de migration et de transformation numérique.
Selon un portrait de 2020 que lui consacre le quotidien Berner Zeitung, il est résolument à gauche sur l'échiquier politique. Il y est aussi jugé bon débatteur.

### Autres mandats
Il est coprésident avec Roger Golay de l'association Pro-Membro, qui assure la défense des personnes porteuses de prothèse de bras et de jambe.